# Leo Hellenius
Leo David Hellenius, född 31 mars 2006 i Stockholm, är en svensk före detta barnskådespelare. Han har i sin relativt korta skådespelarkarriär spelat rollen som Rupert i SVT:s julkalender Selmas saga (2016), samt Richard Wikman i TV4-serien Finaste familjen (2016–2017). Han är son till TV-profilerna David Hellenius och Renée Nyberg.

## Filmografi
| År        | Titel            | Roll           | Noter                                |
| --------- | ---------------- | -------------- | ------------------------------------ |
| 2016–2017 | Finaste familjen | Richard Wikman | TV-serie på TV4, 11 avsnitt          |
| 2016      | Selmas saga      | Rupert         | Årets julkalender på SVT, 24 avsnitt |